# Риварде, Акилле
Акилле Риварде (исп. Achille Rivarde; 31 октября или 1 ноября 1865, Нью-Йорк — 31 марта 1940, Лондон) — британский скрипач и музыкальный педагог американо-испанского происхождения.
Учился в Парижской консерватории у Жозефа Массара (вместе с Карлом Флешем и Фрицем Крейслером, посвятившим Риварде свою переработку первого Славянского танца Дворжака); среди учителей Риварде называют также Пабло Сарасате, Генрика Венявского и Шарля Данкла.
Гастролировал в разных странах, в 1895 г. дебютировал в Карнеги-холле — рецензент «Нью-Йорк Таймс» охарактеризовал Риварде как

скрипача, сочетающего артистическую чувствительность с изящным, беглым, отшлифованным исполнением, так что слушать его всегда приятно,

добавив к тому же, что и внешне Риварде похож на помолодевшего Сарасате. В 1897 г. вновь совершил гастрольный тур по США (с пианистом Эме Лашомом). О значительном успехе американских гастролей Риварде говорит в мемуарах тепло вспоминающий о нём Гарольд Бауэр.
С 1899 г. преподавал скрипку в лондонском Королевском музыкальном колледже, а в 1924 г. открыл собственную школу. В 1921 г. опубликовал учебник «Скрипка и её техника» (англ. The violin and its technique), переиздающийся до сих пор (издание 2006 г. ISBN 1-406796808).
Среди учеников Риварде — Юджин Гуссенс, сёстры Мэй и Маргарет Гаррисон, Фрэнк Бридж и другие.